# Överhus

Sigillet för USA:s senat, överhus i USA:s kongress.

Ett överhus är den första kammaren i en lagstiftande församling som tillämpar ett tvåkammarsystem. Senat är en vanlig benämning för överhus. Den andra kammaren kan benämnas underhus.
Överhuset delar den lagstiftande makten med underhuset. Eftersom underhuset ofta har inflytande över frågor som tillsättning av regeringschef i parlamentariska system, beskattning och ekonomi uppfattas det ibland som mäktigare än överhuset. Överhuset kan dock ha större inflytande över exempelvis konstitutionella frågor och internationella relationer.

## Exempel på överhus
- Brittiska överhuset
- USA:s senat
- Indiens Rajya sabha
- Italiens senat
- Österrikes förbundsråd
- Japans överhus
- Franska senaten
- Spaniens senat
- Polens senat

## Historiska överhus
- Sveriges riksdags första kammare (1866-1971)
- Danska landstinget (1848-1953)

## Institutioner som liknar överhus
Exempel på institutioner som deltar i lagstiftningsprocesser utan att utgöra en del av den lagstiftande församlingen:
- Tysklands förbundsråd
- Europeiska unionens råd
- Kinesiska folkets politiskt rådgivande konferens